# Oliver O’Donovan

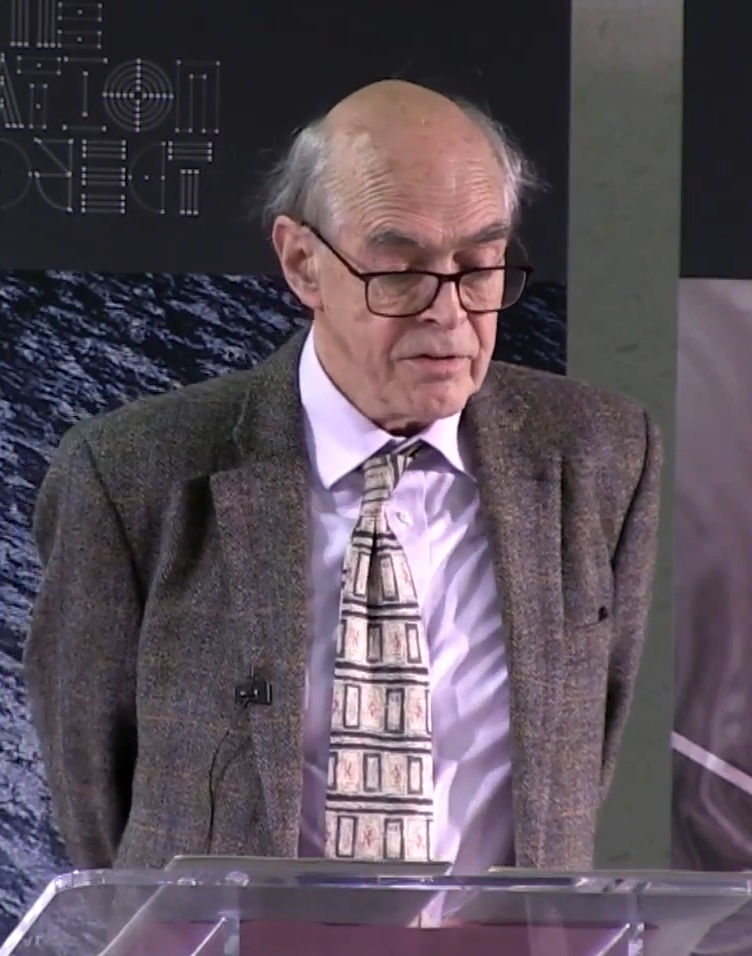
Oliver O’Donovan, 2023

Oliver Michael Timothy O’Donovan (* 28. Juni 1945 in London) ist ein britischer Moraltheologe.

## Leben
O’Donovan ist 1945 in London geboren. Nach einem Studium der klassischen Sprachen am Balliol College in Oxford wandte sich O’Donovan der Theologie zu. O’Donovan wurde als Priester der anglikanischen Kirche ordiniert, schlug jedoch eine akademische Laufbahn ein. Zunächst unterrichtete er an Wycliffe Hall an der Universität Oxford (1972–77), und anschließend an Wycliffe College an der Universität Toronto. Im Jahre 1982 wurde er als Regius Professor of Moral and Pastoral Theology an die Universität Oxford berufen, wo er zugleich als Canon (Domherr) von Christ Church fungierte. Im Jahr 2006 nahm O’Donovan einen Ruf als Professor of Christian Ethics and Practical Theology an der Universität Edinburgh an. Im Jahr 2000 wurde er zum Mitglied der British Academy gewählt. Am 15. März 2023 erhielt er die Ehrendoktorwürde der STH Basel.
O’Donovan ist mit der kanadischen Kirchenhistorikerin Joan Lockwood O’Donovan verheiratet und hat zwei Söhne. Neben Englisch, Französisch und Irisch spricht er auch Deutsch.

## Werk
O’Donovan gilt als einer der weltweit bedeutendsten systematischen Theologen der Gegenwart. Er ist als origineller Denker insbesondere auf dem Gebiet der politischen Theologie und der Sozialethik hervorgetreten. Hierbei sieht sich O’Donovan vor allem durch den Kirchenvater Augustinus beeinflusst und zugleich einer spezifisch anglikanischen Tradition verhaftet. Seine Werke beschäftigen sich insbesondere mit Fragen der Grundlegung von Moral im Naturrecht, mit der Theorie des gerechten Krieges, sowie mit dem ökumenischen Dialog.

## Wichtige Publikationen
- The Problem of Self-Love in Saint Augustine (Yale 1979).
- Begotten or Made? (OUP 1984).
- On the Thirty-Nine Articles (Paternoster 1986).
- Resurrection and Moral Order: An Outline for Evangelical Ethics (Eerdmans 1986).
- On The Thirty-Nine Articles: A Conversation with Tudor Christianity (Paternoster Press 1986).
- Peace and Certainty (Eerdmans 1989).
- The Desire of the Nations (CUP 1996) ISBN 0-521-66516-7.
- From Irenaeus to Grotius: a sourcebook in Christian political thought, gem. mit Joan Lockwood O’Donovan (Eerdmans 1999) ISBN 0-8028-4209-7.
- Common Objects of Love (Eerdmans 2002).
- The Just War Revisited (CUP 2003).
- Bonds of Imperfection: Christian politics past and present, gem. mit Joan Lockwood O’Donovan (Eerdmans 2004) ISBN 0-8028-4975-X.
- The Ways of Judgment (Eerdmans 2005) ISBN 0-8028-2920-1.
- Church in Crisis: The Gay Controversy and the Anglican Communion (Cascade Books 2008.)
- The Word in Small Boats: Sermons from Oxford (Eerdmans 2009).
- Ethics as Theology (3 Vols., Eerdmans 2013–2017).
- The Disappearance of Ethics: The 2021 St. Andrews Gifford Lectures (Eerdmans 2024).